# 24 février 1958
Le lundi 24 février 1958 est le 55e jour de l'année 1958.

## Naissances
- Chakib Benmoussa, ingénieur et homme politique marocain
- Dante Morandi, coureur cycliste italien
- Ivo Bischofberger, politicien suisse
- Jeff Brubaker, joueur professionnel de hockey sur glace américain
- Mark Moses, acteur américain
- Ray Cokes, animateur de télévision anglais
- Ray Snell, joueur de football américain
- Ruth Enang, athlète camerounaise
- Sameer, parolier indien de musique de films
- Sammy Kershaw, chanteur américain
- Valéria Narbikova, écrivain russe

## Décès
- Fernand Baldensperger (né le 4 mai 1871), universitaire français
- Gaston Ravel (né le 28 octobre 1878), réalisateur français
- Herbert Adams (né le 16 avril 1874), écrivain britannique

## Événements
- accord américano-britannique sur l'installation de missiles au Royaume-Uni[réf. nécessaire]